# 飛鳥部五百国
飛鳥部 五百国（あすかべ の いおくに）は、奈良時代の官吏。姓は吉志。武蔵国橘樹郡（横浜市北東部・川崎市の大部分）の人物。位階は従八位下。

## 出自
飛鳥部氏（飛鳥部吉志）は武蔵国の豪族で、飛鳥部の首長と考えられる。出自は明らかでないが、飛鳥部造の一族とする百済系渡来氏族、あるいは、武蔵国造の一族とする天孫系氏族とする説がある。

## 記録
武蔵国久良郡の住民で、神護景雲2年（768年）祥瑞とされた白い雉を手に入れたので献上し、以下のように褒賞された。
称徳天皇は心ならずも皇位継承の大業を得て、四方に君主としてのぞみ人民を子のように育みつつも、善政を広く行き渡らせることができず、淳朴な精神も欠如しており、奔馬を欲しているような精神状態であった。そこへこの知らせがあったため、郡卿に審議させたところ、
「雉は良臣の『一心忠貞』（一体となって忠貞の心を尽くすこと）であり、白は『聖朝の重光照臨』（朝廷が聖なる光を天下を照りわたすように、有徳の君主がつぎつぎに現れて、百姓を統治すること）です。武蔵国というのは、既に武をおさめ、文をとうとぶ祥瑞を呈しています。久良郡というのは『宝暦延長の表』（天子の寿命が長く延びること）を明らかにしています。姓が吉志というのは、『兆民子来』（多くの人民が子として慕う）の心をあらわしています。名が五百国なのは、まことに『五方朝貢の験』（日本と四方の国を合わせて五方から朝貢のあるしるし）をあきらかにしています」
という奏上があった。天皇は、嘉貺（この良き賜り物）に対して、己の寡徳（徳の少なさ）を愧じたという。そして、周代に刑罰を停止したところ、越裳の国から白雉が献上され、難波長柄豊碕宮の御代（孝徳朝）で天下が平らかになった時にも長門国から白雉の献上があったという前例にならい、武蔵国の天平神護2年（768年）以前の正税の未納分を免除し、久良郡のその年の田租3分の1を免除し、武蔵国司と久良郡司の位を1級あげ、五百国に従八位を授けるとともに、絁10疋・綿20屯・布40端・正税1,000束を賜うべし、という詔を出した、という。